# Drosophila ophthalmitis
Drosophila ophthalmitis este o specie de muște din genul Drosophila, familia Drosophilidae, descrisă de Tsacas în anul 2006.
Este endemică în Camerun. Conform Catalogue of Life specia Drosophila ophthalmitis nu are subspecii cunoscute.